# 85式地上レーダ装置 JTPS-P11
85式地上レーダ装置（はちごしきちじょうレーダそうち）は、日本電気が製作するレーダーである。後に地上レーダ装置1号と改称した。
敵人員、海上目標などに対する地上監視用レーダーとして陸上自衛隊で装備化されており、73式中型トラックに搭載可能なJTPS-P11と、82式指揮通信車ベースの装輪装甲車に搭載されたJTPS-P12がある。また2007年（平成19年）からは、プラットフォームを高機動車に変更するなどした地上レーダ装置1号（改）JTPS-P23の配備が開始されている。

## 特徴
71式地上レーダ装置 JTPS-P6の後継として技術研究本部で開発され、1986年（昭和61年）度に制式化された。
主に機甲科（偵察隊）に配備されており、地上においては車両・人員などの移動目標を、海上においては船舶の動きを監視するために使用する。
下記のようなサブシステムから構成されており、JTPS-P11では73式中型トラックに搭載可能なシェルタに、JTPS-P12では82式指揮通信車ベースの装輪装甲車に収容されている。
- 送信部 JT-P8
- 受信部 JR-P4
- 空中線部 JAS-P10
- 指示制御部 JIP-P15
  - 地図盤
  - Bスコープ
  - データディスプレイ
  - たい頭受話機
- 信号処理部 JSP-P6
- 配電部 JBD-P10
- 電源装置

空中線部は、支柱上に方形のアンテナを装備した構造となっており、動作時には支柱を伸ばすことによって、アンテナを4.5～7.5 mの高さにまであげることができる。これにより、車体を物陰に隠蔽しつつ監視を行うことができる。また指示制御部は、車両やシェルタから50メートル以上離した位置に置くことが出来る。